# Kosárlabda a 2024. évi nyári olimpiai játékokon
A 2024. évi nyári olimpiai játékokon a kosárlabdatornákat július 27. és augusztus 11. között rendezték meg.

## Éremtáblázat
(A táblázatokban a rendező nemzet sportolói eltérő háttérszínnel, az egyes számoszlopok legmagasabb értéke vagy értékei vastagítással kiemelve.)
| A 2024. évi nyári olimpiai játékok éremtáblázata kosárlabdában | A 2024. évi nyári olimpiai játékok éremtáblázata kosárlabdában | A 2024. évi nyári olimpiai játékok éremtáblázata kosárlabdában | A 2024. évi nyári olimpiai játékok éremtáblázata kosárlabdában | A 2024. évi nyári olimpiai játékok éremtáblázata kosárlabdában | Olimpia  |
| -------------------------------------------------------------- | -------------------------------------------------------------- | -------------------------------------------------------------- | -------------------------------------------------------------- | -------------------------------------------------------------- | -------- |
|                                                                | Ország                                                         | Arany                                                          | Ezüst                                                          | Bronz                                                          | Összesen |
| 1.                                                             | Egyesült Államok (USA)                                         | 2                                                              | 0                                                              | 1                                                              | 3        |
| 2.                                                             | Németország (GER)                                              | 1                                                              | 0                                                              | 0                                                              | 1        |
| 2.                                                             | Hollandia (NED)                                                | 1                                                              | 0                                                              | 0                                                              | 1        |
|                                                                |                                                                |                                                                |                                                                |                                                                |          |
| 4.                                                             | Franciaország (FRA)                                            | 0                                                              | 3                                                              | 0                                                              | 3        |
| 5.                                                             | Spanyolország (ESP)                                            | 0                                                              | 1                                                              | 0                                                              | 1        |
|                                                                |                                                                |                                                                |                                                                |                                                                |          |
| 6.                                                             | Ausztrália (AUS)                                               | 0                                                              | 0                                                              | 1                                                              | 1        |
| 6.                                                             | Litvánia (LTU)                                                 | 0                                                              | 0                                                              | 1                                                              | 1        |
| 6.                                                             | Szerbia (SRB)                                                  | 0                                                              | 0                                                              | 1                                                              | 1        |
|                                                                |                                                                |                                                                |                                                                |                                                                |          |
| Összesen                                                       | Összesen                                                       | 4                                                              | 4                                                              | 4                                                              | 12       |

### Férfi torna

#### Selejtezők
| Esemény                                          | Dátum                             | Helyszín                           | Kvóta | Kvóta   | Kvalifikált csapatok   |
| ------------------------------------------------ | --------------------------------- | ---------------------------------- | ----- | ------- | ---------------------- |
| Rendező                                          | —                                 | —                                  | 1     | 1       | Franciaország (FRA)    |
| 2023-as világbajnokság                           | 2023. augusztus 25–szeptember 10. | Fülöp-szigetek · Indonézia · Japán | 7     | Afrika  | Dél-Szudán (SSD)       |
| 2023-as világbajnokság                           | 2023. augusztus 25–szeptember 10. | Fülöp-szigetek · Indonézia · Japán | 7     | Amerika | Kanada (CAN)           |
| 2023-as világbajnokság                           | 2023. augusztus 25–szeptember 10. | Fülöp-szigetek · Indonézia · Japán | 7     | Amerika | Egyesült Államok (USA) |
| 2023-as világbajnokság                           | 2023. augusztus 25–szeptember 10. | Fülöp-szigetek · Indonézia · Japán | 7     | Ázsia   | Japán (JPN)            |
| 2023-as világbajnokság                           | 2023. augusztus 25–szeptember 10. | Fülöp-szigetek · Indonézia · Japán | 7     | Európa  | Németország (GER)      |
| 2023-as világbajnokság                           | 2023. augusztus 25–szeptember 10. | Fülöp-szigetek · Indonézia · Japán | 7     | Európa  | Szerbia (SRB)          |
| 2023-as világbajnokság                           | 2023. augusztus 25–szeptember 10. | Fülöp-szigetek · Indonézia · Japán | 7     | Óceánia | Ausztrália (AUS)       |
| 2024-es férfi kosárlabda olimpiai selejtezőtorna | 2024. július 2-7.                 | Valencia                           | 1     | 1       | Spanyolország (ESP)    |
| 2024-es férfi kosárlabda olimpiai selejtezőtorna | 2024. július 2-7.                 | Riga                               | 1     | 1       | Brazília (BRA)         |
| 2024-es férfi kosárlabda olimpiai selejtezőtorna | 2024. július 2-7.                 | Pireusz                            | 1     | 1       | Görögország (GRE)      |
| 2024-es férfi kosárlabda olimpiai selejtezőtorna | 2024. július 2-7.                 | San Juan                           | 1     | 1       | Puerto Rico (PUR)      |
| Összesen                                         |                                   |                                    | 12    | 12      |                        |

## Érmesek
| A 2024. évi nyári olimpiai játékok érmesei férfi kosárlabdában | A 2024. évi nyári olimpiai játékok érmesei férfi kosárlabdában | A 2024. évi nyári olimpiai játékok érmesei férfi kosárlabdában |
| --- | --- | --- |
| Arany | Ezüst | Bronz |
| Egyesült Államok (USA) · Bam Adebayo · Devin Booker · Stephen Curry · Anthony Davis · Kevin Durant · Anthony Edwards · Joel Embiid · Tyrese Haliburton · Jrue Holiday · LeBron James · Jayson Tatum · Derrick White | Franciaország (FRA) · Andrew Albicy · Nicolas Batum · Isaïa Cordinier · Bilal Coulibaly · Nando de Colo · Evan Fournier · Rudy Gobert · Mathias Lessort · Frank Ntilikina · Matthew Strazel · Victor Wembanyama · Guerschon Yabusele | Szerbia (SRB) · Aleksa Avramović · Bogdan Bogdanović · Dejan Davidovac · Ognjen Dobrić · Marko Gudurić · Nikola Jokić · Nikola Jović · Vanja Marinković · Vasilije Micić · Nikola Milutinov · Filip Petrušev · Uroš Plavšić |

### Női torna

#### Selejtezők
| Esemény                                        | Dátum                          | Helyszín  | Kvóta | Kvalifikált csapatok                                 |
| ---------------------------------------------- | ------------------------------ | --------- | ----- | ---------------------------------------------------- |
| Rendező                                        | —                              | —         | 1     | Franciaország (FRA)                                  |
| 2022-es világbajnokság                         | 2022. szeptember 22–október 1. | Sydney    | 1     | Egyesült Államok (USA)                               |
| 2024-es női kosárlabda olimpiai selejtezőtorna | 2024. február 8-11.            | Hszian    | 2     | Kína (CHN) · Puerto Rico (PUR)                       |
| 2024-es női kosárlabda olimpiai selejtezőtorna | 2024. február 8-11.            | Antwerpen | 2     | Belgium (BEL) · Nigéria (NGR)                        |
| 2024-es női kosárlabda olimpiai selejtezőtorna | 2024. február 8-11.            | Belém     | 3     | Ausztrália (AUS) · Németország (GER) · Szerbia (SRB) |
| 2024-es női kosárlabda olimpiai selejtezőtorna | 2024. február 8-11.            | Sopron    | 3     | Japán (JPN) · Spanyolország (ESP) · Kanada (CAN)     |
| Összesen                                       |                                |           | 12    |                                                      |

#### Érmesek
| A 2024. évi nyári olimpiai játékok érmesei női kosárlabdában | A 2024. évi nyári olimpiai játékok érmesei női kosárlabdában | A 2024. évi nyári olimpiai játékok érmesei női kosárlabdában | A 2024. évi nyári olimpiai játékok érmesei női kosárlabdában |
| --- | --- | --- | ------------------------------------------------------------ |
| Arany | Ezüst | Bronz |                                                              |
| Egyesült Államok (USA) · Napheesa Collier · Kahleah Copper · Chelsea Gray · Brittney Griner · Sabrina Ionescu · Jewell Loyd · Kelsey Plum · Breanna Stewart · Diana Taurasi · Alyssa Thomas · A'ja Wilson · Jackie Young | Franciaország (FRA) · Valériane Ayayi · Marième Badiane · Romane Bernies · Alexia Chery · Marine Fauthoux · Marine Johannès · Leïla Lacan · Dominique Malonga · Sarah Michel · Iliana Rupert · Janelle Salaün · Gabby Williams | Ausztrália (AUS) · Amy Atwell · Isobel Borlase · Cayla George · Lauren Jackson · Tess Madgen · Ezi Magbegor · Jade Melbourne · Alanna Smith · Stephanie Talbot · Marianna Tolo · Kristy Wallace · Sami Whitcomb |                                                              |

### Férfi 3x3 kosárlabda

#### Selejtezők
| Esemény                                                 | Dátum                | Helyszín  | Kvóta | Kvalifikált csapatok                                       |
| ------------------------------------------------------- | -------------------- | --------- | ----- | ---------------------------------------------------------- |
| Rendező                                                 | —                    | —         | 0     | —                                                          |
| FIBA 3x3 világranglista                                 | 2023. november 1.    | —         | 3     | Szerbia (SRB) · Egyesült Államok (USA) · Kína (CHN)        |
| 2024-es férfi 3x3 kosárlabda 1. olimpiai selejtezőtorna | 2024. április 12-14. | Hongkong  | 1     | Lettország (LAT)                                           |
| 2024-es férfi 3x3 kosárlabda 2. olimpiai selejtezőtorna | 2024. május 3-5.     | Ucunomija | 1     | Hollandia (NED)                                            |
| 2024-es férfi 3x3 kosárlabda olimpiai selejtezőtorna    | 2024. május 16-19.   | Debrecen  | 3     | Franciaország (FRA) · Litvánia (LTU) · Lengyelország (POL) |
| Összesen                                                |                      |           | 8     |                                                            |

#### Érmesek
| A 2024. évi nyári olimpiai játékok érmesei férfi 3x3 kosárlabdában | A 2024. évi nyári olimpiai játékok érmesei férfi 3x3 kosárlabdában | A 2024. évi nyári olimpiai játékok érmesei férfi 3x3 kosárlabdában    | A 2024. évi nyári olimpiai játékok érmesei férfi 3x3 kosárlabdában |
| ------------------------------------------------------------------ | ------------------------------------------------------------------ | --------------------------------------------------------------------- | ------------------------------------------------------------------ |
| Arany                                                              | Ezüst                                                              | Bronz                                                                 |                                                                    |
| Hollandia (NED)                                                    | Franciaország (FRA)                                                | Litvánia (LTU)                                                        |                                                                    |
| Jan Driessen Dimeo van der Horst Arvin Slagter Worthy de Jong      | Lucas Dussoulier Timothé Vergiat Jules Rambaut Franck Seguela      | Šarūnas Vingelis Gintautas Matulis Aurelijus Pukelis Evaldas Džiaugys |                                                                    |

### Női 3x3 kosárlabda

#### Selejtezők
| Esemény                                               | Dátum                | Helyszín  | Kvóta | Kvalifikált csapatok                                   |
| ----------------------------------------------------- | -------------------- | --------- | ----- | ------------------------------------------------------ |
| Rendező                                               | —                    | —         | 1     | Franciaország (FRA)                                    |
| FIBA 3x3 világranglista                               | 2023. november 1.    | —         | 2     | Kína (CHN) · Egyesült Államok (USA)                    |
| 2024-es női 3x3 kosárlabda 1. olimpiai selejtezőtorna | 2024. április 12-14. | Hongkong  | 1     | Azerbajdzsán (AZE)                                     |
| 2024-es női 3x3 kosárlabda 2. olimpiai selejtezőtorna | 2024. május 3-5.     | Ucunomija | 1     | Ausztrália (AUS)                                       |
| 2024-es női 3x3 kosárlabda olimpiai selejtezőtorna    | 2024. május 16-19.   | Debrecen  | 3     | Németország (GER) · Spanyolország (ESP) · Kanada (CAN) |
| Összesen                                              |                      |           | 8     |                                                        |

#### Érmesek
| A 2024. évi nyári olimpiai játékok érmesei női 3x3 kosárlabdában | A 2024. évi nyári olimpiai játékok érmesei női 3x3 kosárlabdában     | A 2024. évi nyári olimpiai játékok érmesei női 3x3 kosárlabdában | A 2024. évi nyári olimpiai játékok érmesei női 3x3 kosárlabdában |
| ---------------------------------------------------------------- | -------------------------------------------------------------------- | ---------------------------------------------------------------- | ---------------------------------------------------------------- |
| Arany                                                            | Ezüst                                                                | Bronz                                                            |                                                                  |
| Németország (GER)                                                | Spanyolország (ESP)                                                  | Egyesült Államok (USA)                                           |                                                                  |
| Marie Reichert Elisa Mevius Sonja Greinacher Svenja Brunckhorst  | Vega Gimeno Sandra Ygueravide Juana Camilión Gracia Alonso de Armiño | Dearica Hamby Cierra Burdick Hailey Van Lith Rhyne Howard        |                                                                  |